# 卡塞林省
卡塞林省 （阿拉伯语：‎）是突尼西亞西部的一個省，西鄰阿爾及利亞。面積8,066平方公里，2004年人口412,278人。 首府卡塞林。下分十三縣。